# Mormaki
Mormaki (Eulemur macaco) är en art i djurfamiljen lemurer som tillhör ordningen primater.

## Kännetecken
Djuret är en av de mindre arterna i släktet makier. Kroppslängden ligger mellan 39 och 45 centimeter och därtill kommer svansen som med 51 till 65 centimeter är tydlig längre. Vikten ligger mellan 1,8 och 2,4 kilogram. Hannen är mer eller mindre rent svart, ibland med en rödbrun skiftning på kroppens sidor och på extremiteterna. Honan är i allmänhet ljusare eller mörkare rostbrun (på ryggens mitt ibland skiftande i purpurrödbrunt, med kinderna, svansen och fötterna vanligtvis vitaktiga, endast undantagsvis rostbruna. Ögonens färg är gul-orange som skiljer mormaki från blåögd maki (Eulemur flavifrons). Den senare räknades fram till 2008 som underart till mormaki.

## Utbredning och habitat
Arten är endemisk i en mindre region i nordvästra Madagaskar samt på några öar framför kustlinjen. De vistas främst i regnskogar men de kan anpassa sig till torrare skogsområden och odlade regioner.

## Levnadssätt
Dessa primater är inte specialiserade på särskilda dagtider. På dagen är de ofta aktiva tidig på morgonen samt sent på eftermiddagen. Aktiviteten på natten är beroende på årstid och månfas. Under regntiden är de oftare aktiva på natten och rörligheten ökar även vid fullmåne. Mormaki vistas vanligen i trädens mellersta eller övre delar.
Mormakier bildar flockar av 2 till 15 (oftast 7 till 10) individer. Gruppen består av ungefär lika många hannar och honor samt deras ungar. Varje flock följer efter en dominant hona och har ett revir av 5 till 6 hekar. Reviren av flera grupper kan överlappas.

## Föda
Mormaki äter främst frukter men den har även blommor, blad, svampar och några smådjur som insekter som föda. Sammansättningen varierar mellan årstiderna, under den torra tiden är nektar av större betydelse.

## Fortplantning
Efter parningen i juni eller juli föder honan efter cirka 125 dagars dräktighet vanligen ett enda ungdjur. Ungarna klamrar sig i början fast vid moderns buk och flyttar senare till hennes rygg. Efter 5 till 6 månader slutar honan att ge di och efter 2 år blir ungarna könsmogna.
Mormakier i fångenskap blev upp till 25 år gamla.

## Hot
Arten hotas främst på grund av levnadsområdets förstöring. Dessutom jagas de för köttets skull och de betraktas även som skadedjur när de stjäl frukter från odlade regioner. Utbredningsområdet är mindre än 10 000 km² stort och är inte sammanhängande. IUCN listar arten som sårbar (vulnerable).